# Прокуратор
Прокуратор (лат. procurator) је био уопштени назив за управника у античком Риму, а најчешће за намесника провинције.
Данас, прокуратор у неким земљама може означавати државног тужиоца или правника.

## Антички Рим
У римском праву, прокуратор је био заступник или пуномоћник којег поставља нека особа са овлашћењем да води све или неке одређене послове, нарочито судске. Прокуратор је обично био ослобођени роб господара.
У доба Царства, од Октавијана Августа, прокуратор је био високи званичник у царској администрацији. Он је био одговоран за убирање пореза и управу над мањим провинцијама. Прокуратори су постављани из редова витезова (други по значају сталеж у Риму, иза сенатора), као и ослобођеника. Обично се преводи са „намесник“.
Нпр. Јудеја је, заједно са Идумејом и Самарији, од 6. до 66. године чинила провинцију на челу са прокуратором, осим у периоду 41—44. године, када је поново постала вазалска краљевина. Налазила се у саставу провинције Сирије, на чијем је челу био легат.